# Charles Lewis Camp
Charles Lewis Camp est un paléontologue, un historien et un biologiste américain, né le 12 mars 1893 à Jamestown (Dakota du Nord) et mort le 14 août 1975 à San José (Californie).

## Biographie
Son père, juriste, a participé à l’élaboration de la constitution de l’État du Dakota du Nord. En 1895, la famille Camp part dans le sud de la Californie en 1895. En 1908, Charles Lewis rencontre Joseph Grinnell (1877-1939), alors que celui-ci était à la recherche de fossiles dans la région. Grinnell, reconnaissant l’interêt de Camp pour l’histoire naturelle et la paléontologie, l’engage pour le compte de l’université de Berkeley pour participer à une mission de recherche au Mont San Jacinto dans le sud de la Californie.
Il commence à étudier à Berkeley en 1911 et offre au musée de zoologie une riche collection herpétologique. Il part compléter ses études à l’université Columbia de New York où il suit les cours de William King Gregory (1876-1970). La Première Guerre mondiale interrompt ses études et il achève son doctorat à Columbia et à l’American Museum of Natural History grâce à l’aide de Mary Cynthia Dickerson (1866-1923). Parmi les étudiants qu’il côtoie citons Gladwyn Kingsley Noble (1894-1940) et Alfred Sherwood Romer (1894-1973).
Camp soutient sa thèse en 1923 avec un travail sur la classification des lézards. Il rejoint alors le personnel de l’université de Californie à Berkeley où il enseigne dès 1922 l’anatomie comparée. En 1930, il est transféré au département de paléontologie de l’université où il dirige également le musée. Il publie alors la description du dinosaure Segisaurus en 1936. Il prend sa retraite en 1960.

## Publications
- California mosasaurs (Berkeley, Los Angeles, University of California Press, 1942).
- Classification of the lizards (New York, N.Y., 1923, rééimprimé en 1971).
- Earth song: a prologue to history (Berkeley, Californie, University of California Press, 1952).
- Avec Morton Green (1917-2003) Bibliography of fossil vertebrates 1944-1948 (Geological Society of America, New York,1953).
- A Study of the Phytosaurs, with description of new material from Western North America (Berkeley, Los Angeles, University of California Press, 1930).
- Avec G Dallas Hanna (1887-1970) Methods in Paleontology (Californie, University of California Press, 1937).